# Чемпионат Танзании по футболу
Премьер Лига Танзании (Tanzanian Premier League) — сильнейший дивизион для футбольных клубов Танзании. Контролируется Футбольной Ассоциацией Танзании, основана в 1965 году. Также известна по названию Водаком Премьер Лига или ВПЛ (Vodacom Premier League, VPL).

## Спонсоры
Официальным названием Лиги до 1997 года было Национальная Лига до того момента пока спонсором чемпионата не стала пивоваренная компания Tanzania Breweries LTD после чего Лига назвалась Tanzania Breweries League (TBL). Контракт с Breweries был прекращён в 2001 году после конфликта спонсора с Футбольной Ассоциацией Танзании. В 2002 году был заключён контракт с телефонной компанией Vodacom который длился до 2009 года, после чего в том же году он был заново перезаключён.(спонсоров)

## Чемпионы по сезонам
| - 1965 : Симба (Дар-эс-Салам) - 1966 : Симба (Дар-эс-Салам) - 1967 : Космополитанс (Дар-эс-Салам) - 1968 : Янг Африканс (Дар-эс-Салам) - 1969 : Янг Африканс (Дар-эс-Салам) - 1970 : Янг Африканс (Дар-эс-Салам) - 1971 : Янг Африканс (Дар-эс-Салам) - 1972 : Симба (Дар-эс-Салам) - 1973 : Симба (Дар-эс-Салам) - 1974 : Янг Африканс (Дар-эс-Салам) - 1975 : Мсето Спортс (Дар-эс-Салам) - 1976 : Симба (Дар-эс-Салам) - 1977 : Симба (Дар-эс-Салам) - 1978 : Симба (Дар-эс-Салам) - 1979 : Симба (Дар-эс-Салам) - 1980 : Симба (Дар-эс-Салам) | - 1981 : Янг Африканс (Дар-эс-Салам) - 1982 : Пан Африкан (Дар-эс-Салам) - 1983 : Янг Африканс (Дар-эс-Салам) - 1984 : КМКМ (Занзибар) - 1985 : Маджи Маджи (Сонгеа) - 1986 : Маджи Маджи (Сонгеа) - 1987 : Янг Африканс (Дар-эс-Салам) - 1988 : Костал Унион (Танга) - 1989 : Малинди (Занзибар) - 1990 : Памба (Шинианга) - 1991 : Янг Африканс (Дар-эс-Салам) - 1992 : Малинди (Занзибар) - 1993 : Симба (Дар-эс-Салам) - 1994 : Симба (Дар-эс-Салам) - 1995 : Симба (Дар-эс-Салам) - 1996 : Янг Африканс (Дар-эс-Салам) | - 1997 : Янг Африканс (Дар-эс-Салам) - 1998 : Маджи Маджи (Сонгеа) - 1999 : Присонс(Мбея) - 2000 : Янг Африканс (Дар-эс-Салам) - 2001 : Симба (Дар-эс-Салам) - 2002 : Симба (Дар-эс-Салам) - 2003 : Янг Африканс (Дар-эс-Салам) - 2004 : Симба (Дар-эс-Салам) - 2005 : Янг Африканс (Дар-эс-Салам) - 2006 : Янг Африканс (Дар-эс-Салам) - 2007 : Симба (Дар-эс-Салам) - 2007/08 : Янг Африканс (Дар-эс-Салам) - 2008/09 : Янг Африканс (Дар-эс-Салам) - 2009/10 : Симба (Дар-эс-Салам) - 2010/11 : Янг Африканс (Дар-эс-Салам) - 2011/12 : Симба (Дар-эс-Салам) - 2012/13 : Янг Африканс (Дар-эс-Салам) | - 2013/14 : Азам (Дар-эс-Салам) - 2014/15 : Янг Африканс (Дар-эс-Салам) - 2015/16 : Янг Африканс (Дар-эс-Салам) - 2016/17 : Янг Африканс (Дар-эс-Салам) - 2017/18 : Симба (Дар-эс-Салам) - 2018/19 : Симба (Дар-эс-Салам) - 2019/20 : Симба (Дар-эс-Салам) - 2020/21 : Симба (Дар-эс-Салам) - 2021/22 : Янг Африканс (Дар-эс-Салам) - 2022/23 : |  |

## Чемпионства по клубам
| Клуб          | Чемпионства |
| ------------- | ----------- |
| Янг Африканс  | 23          |
| Симба         | 22          |
| Маджи Маджи   | 3           |
| Малинди       | 2           |
| Пан Африкан   | 1           |
| Космополитанс | 1           |
| КМКМ          | 1           |
| Мсето Спортс  | 1           |
| Костал Унион  | 1           |
| Присонс       | 1           |
| Памба         | 1           |